# جیمز مورهارد
جیمز مورهارد (انگلیسی: James Morhard؛ زادهٔ ۲۰ سپتامبر ۱۹۵۶)، قائم‌مقام مسئول ناسا است. وی در ۱۲ ژوئیه ۲۰۱۸ توسط رئیس‌جمهور دونالد ترامپ نامزد دریافت این مقام شد و در ۱۱ اکتبر ۲۰۱۸ به تأیید رسید. در زمان نامزدی، مورهارد به دلیل کمبود تجربه در فناوری فضایی مورد توجه قرار گرفته بود، اما با توجه به ارتباطاتی که داشت، به‌طور بالقوه برای سازمان مفید توصیف شد.